# Derenburg
Derenburg is een plaats en voormalige gemeente in de Duitse deelstaat Saksen-Anhalt, gelegen in de Landkreis Harz. Derenburg telt 2.662 inwoners.